# Лучшие песни (албум)
Лучшие песни (срп. Најбоље песме) је компилација највећих хитова руског музичара Николаја Носкова који је објављен 2001. године.

## Списак композиција
На албуму се налазе следеће песме: